# Ословски етнографски музей
Ословският етнографски музей (на гръцки: Λαογραφικό Μουσείο Παναγίτσας) е музей във воденското село Ослово (Панагица), Гърция.

## История
Музеят е създаден от разположен в Културната асоциация на черноморските бежанци в Панагица и е разположен в общинската сграда в Ослово. Повечето експонати са от района на Черно море и включват земеделски сечива, традиционни носии, оръжия и домашни прибори. Изложени са и църковни принадлежности като кандила, икони, сватбени венци от понтийското село Малаха, както и камбаната на селската църква, олтарна покривка от 1724 година, стар фотоапарат и голяма колекция книги.